# 이와사키 요시오
이와사키 요시오(일본어: 岩崎 良夫, 1947년 5월 9일 ~ )는 일본의 전 프로 야구 선수이다. 도치기현 출신이며 현역 시절 포지션은 내야수였다.

## 인물
사쿠신가쿠인 고등학교 시절에는 2학년 때인 1964년에 3루수 겸 1번 타자로서 하계 고시엔 대회(제46회 전국 고등학교 야구 선수권 대회)에 출전했다. 1차전에서 고마쓰 실업고등학교에게 대승을 거두었지만 2차전에서는 에이스 투수 가메이 스스무를 앞세운 하야토모 고등학교에게서 9회말에 끝내기 패배를 당했다. 이듬해 1965년 여름에 개최된 도치기현 대회 예선 준준결승에 진출했지만 아시카가 공업고등학교한테 패했다.
고교 졸업 후 사회인 야구팀인 입정교성회에서 활약했는데 1967년 제38회 도시 대항 야구 대회에 출전했다. 이 대회의 1차전에서는 와코 가즈야의 호투도 있어 미쓰비시 중공업 고베를 상대로 대승을 거두었다. 하지만 2차전에서는 일본 악기에게서 9회말 끝내기 패배를 당했다. 같은 해 산업 대항 야구 대회에서는 타율 0.538을 기록하며 수위 타자를 차지했다. 와코 이외의 팀 동료로는 당시 감독 겸임이던 곤 히로아키가 있었다.
입정교성회 야구부가 해체됨에 따라 1967년 프로 야구 드래프트 회의에서 히로시마 카프로부터 4순위 지명을 받고 입단했다. 빠른 발과 강한 타격을 겸비한 내야수로서 기대를 받아 1969년에는 3경기에서 2루수로 선발 출전했다. 같은 해의 주니어 올스타전에도 출전했지만 이후에는 출전 기회를 갖지 못했고 1970년을 끝으로 현역에서 은퇴했다.
현재는 고교 야구 해설자로 활동하고 있다.

## 상세 정보

### 출신 학교
- 사쿠신가쿠인 고등학교

### 선수 경력
- 입정교성회
- 히로시마 도요 카프(1968년 ~ 1970년)

### 등번호
- 30(1968년 ~ 1969년)
- 45(1970년)

### 연도별 타격 성적
| 연 도      | 소 속      | 경 기 | 타 석 | 타 수 | 득 점 | 안 타 | 2 루 타 | 3 루 타 | 홈 런 | 루 타 | 타 점 | 도 루 | 도 루 자 | 희 생 번 | 희 생 플 | 볼 넷 | 고 4 | 사 구 | 삼 진 | 병 살 타 | 타 율 | 출 루 율 | 장 타 율 | O P S |
| ---------- | ---------- | ----- | ----- | ----- | ----- | ----- | ------- | ------- | ----- | ----- | ----- | ----- | -------- | -------- | -------- | ----- | ---- | ----- | ----- | -------- | ----- | -------- | -------- | ----- |
| 1968년     | 히로시마   | 3     | 1     | 1     | 0     | 0     | 0       | 0       | 0     | 0     | 0     | 0     | 0        | 0        | 0        | 0     | 0    | 0     | 0     | 0        | .000  | .000     | .000     | .000  |
| 1969년     | 히로시마   | 35    | 21    | 16    | 4     | 1     | 0       | 0       | 0     | 1     | 2     | 0     | 0        | 1        | 0        | 4     | 0    | 0     | 5     | 0        | .063  | .250     | .063     | .313  |
| 통산 : 2년 | 통산 : 2년 | 38    | 22    | 17    | 4     | 1     | 0       | 0       | 0     | 1     | 2     | 0     | 0        | 1        | 0        | 4     | 0    | 0     | 5     | 0        | .059  | .238     | .059     | .297  |